# Mark Phillips (político)
Mark Anthony Phillips (Georgetown, 5 de outubro de 1961) é um político, oficial militar reformado e atual primeiro-ministro da Guiana.

## Infância e juventude
Phillips nasceu em 5 de outubro de 1961, em Georgetown, capital da então Guiana Britânica, porém aos 5 anos sua família se muda para a cidade mineradora de Linden, fixando residência em Christianburg, onde seu pai havia conseguido um emprego na extração de bauxita, dois anos mais tarde perde a mãe e seu pai tornou-se o único responsável pela sua criação.

## Carreira militar
Aos 20 anos de idade, Phillips alistou-se nas Forças Armadas da Guiana como cadete, tendo viajado ao Reino Unido para receber treinamento militar na Real Academia Militar de Sandhurst e posteriormente no Brasil, onde recebeu treinamento como paraquedista e instrutor de paraquedismo.
Phillips encerrou a carreira militar como Brigadeiro, após 36 anos de serviço, tendo recebido a Estrela do Serviço Militar, a honraria militar mais alta da Guiana.

## Carreira acadêmica

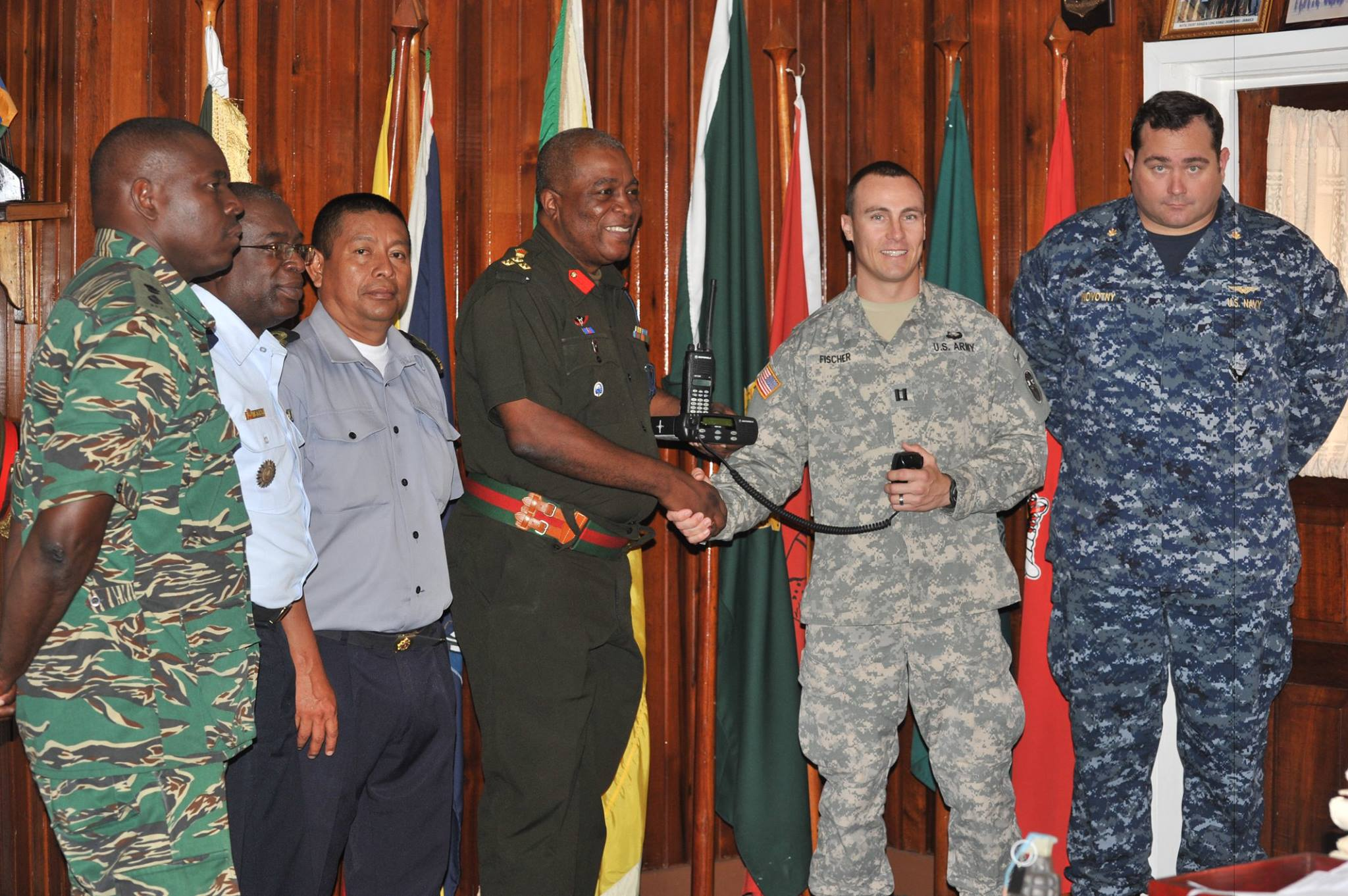
Mark Phillips recebe equipamento de rádio do Exército dos EUA.

Paralelamente ao serviço militar, Phillips graduou-se como Bacharel em Ciências Sociais em Administração Pública pela Universidade da Guiana, Mestre em Administração Pública pela Pontifícia Universidade Católica Madre y Maestra, na República Dominicana e duas pós-graduações, uma em Defesa Avançada e Estudos de Segurança, pelo Colégio Interamericano de Defesa, em Washington, D.C., Estados Unidos, e outra em Estudos de Defesa, pela Escola de Comando e Estado-Maior do Exército dos Estados Unidos, em Fort Leavenworth, Kansas.

## Carreira política
Após deixar as Forças Armadas, Phillips foi nomeado para o Hall da Fama do CGSC, esta honraria é concedida aos militares que chegam ao posto mais alto na hierarquia militar de seu país.
Phillips subsequentemente entra para a vida política e após cinco meses de disputas e apurações, as Eleições Gerais da Guiana são finalmente concluídas tendo o candidato Irfaan Ali, oposicionista ao presidente anterior, saído como vencedor, e Ali nomeia Phillips como seu primeiro ministro.